# Lynn Nottage
Lynn Nottage (née le 2 novembre 1964) est une dramaturge américaine dont le travail traite souvent de la vie de personnes marginalisées. Elle est professeure de dramaturgie à la Columbia University . Elle est la première femme à avoir remporté deux fois le Prix Pulitzer pour le théâtre, le premier en 2009 pour Ruined et le second en 2017 pour Sweat.

## Biographie
Nottage est née à Brooklyn. Sa mère, Ruby Nottage, était institutrice et directrice d'école ; son père Wallace était psychologue pour enfants. Elle est allée à l'école primaire Sainte-Anne et a obtenu son diplôme d'études secondaires à l'école secondaire Fiorello H. LaGuardia. Elle a écrit sa première pièce de théâtre au lycée, The Darker Side of Verona, au sujet d'une troupe de théâtre afro-américain voyageant à travers le sud.
Elle a étudié à la Brown University (BA 1986, DFAE 2011) et à la Yale School of Drama (MFA, 1989). Après avoir obtenu son diplôme, Nottage a travaillé pendant quatre ans au service de presse d’Amnesty International. Plus récemment, Nottage a reçu des diplômes honorifiques de Juilliard et du Albright College.
Nottage est mariée au cinéaste Tony Gerber, avec qui elle a deux enfants, Ruby Aiyo et Melkamu Gerber.

## Œuvre théâtrale
- Crumbs from the Table of Joy (1995)
- Por'Knockers (1995)[4]
- Mud, River, Stone (1997)[5]
- Las Meninas (2002)[6]
- Intimate Apparel (2003)
- Fabulation, or the Re-Education of Undine (2004)
- Ruined (2008)
- By the Way, Meet Vera Stark (2011)[7]
- Sweat (2015)
- Mlima's Tale (2018)
- Floyd’s (2019)

## Prix et nomination

### Awards
- 2017 : Prix Pulitzer pour la pièce Sweat
- 2017 : Prix Obie, Best New American Play - Sweat
- 2009 : Prix Pulitzer pour la pièce Ruined